# Regimiento Extremadura

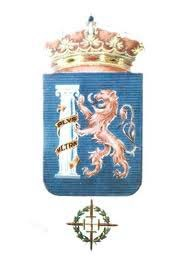
Escudo del Regimiento de Extremadura, antiguo Tercio Viejo de Badajoz.

El Regimiento Extremadura fue una unidad de infantería del ejército español fundada en 1641 sobre la base de los Tercios de milicia existentes en Badajoz y Llerena (Tercios de Badajoz y Llerena). Durante el siglo XVII la tarea encomendada era la patrulla y vigilancia de la frontera con la vecina Portugal; momento en el que se conforma el Real Ejército de Extremadura bajo el mando del Capitán General de Extremadura.
Su salida fuera de la región extremeña se realizó en 1694 con destino a Cataluña. Disuelto en 1697, se reorganizó en 1704 bajo el nombre de Regimiento Provincial de Extremadura (no confundir con el Tercio Viejo de Extremadura, fundado en 1643). Durante cincuenta años, de 1716 a 1766, permaneció disuelto.
Aunque se puede considerar desaparecido definitivamente, la creación de un Cuerpo de Voluntarios en Badajoz que adopta en 1767 el nombre de Regimiento Extremadura n.º 4 marca su continuidad, al menos nominal. En 1783 adopta el n.º 36 y es destinado a América. Después de diversos avatares, en los que se amplía y disminuye el número de batallones, regresa a la península. Una nueva unidad denominada Regimiento de Infantería Extremadura es creada en 1818, aunque con una vida corta, pues desaparece durante el gobierno liberal. Es en este momento cuando termina el primer periodo de vida del Regimiento.
Con una organización distinta y sin incorporar a las unidades desaparecidas, se crea en Alcalá de Henares (Madrid) en 1828 el Regimiento de Infantería Extremadura n.º 14. Aunque cambia la numeración, permanece hasta la Segunda República Española, en la que se fusiona con el Regimiento Pavía, volviendo a desaparecer.
El tercer periodo de actividad se encuentra después de la guerra civil española. En el año 1939, se crea en Algeciras (Cádiz) lo que se llamó "Regimiento de Infantería de Montaña n.º 7 ", que en 1943 pasa a ser el " Regimiento de Infantería Extremadura n.º 15 ", recogiendo el historial de las antiguas milicias extremeñas. Este Regimiento ocupaba el desaparecido Acuartelamiento del Calvario, justo al lado del Fuerte de Santiago, que era ocupado por el Regimiento de Artillería mixto n.º 5. En 1960 pasa a ser "Agrupación de Infantería Extremadura n.º 15 ", para integrarse en 1963 en la Brigada de Infantería de Reserva. Cabe destacar en este periodo su participación en el conflicto de Ifni-Sáhara, años 1957/58, llegando en noviembre a El Aaiún como Batallón Expedicionario, donde participó activamente en la defensa del territorio comprendido entre El Aaiún y Smara, además de la definitiva operación franco-española Teide.
En 1978, abandona la ciudad de Algeciras (Cádiz), al ser trasladado a Almería, y queda convertido en "Batallón de Infantería III Extremadura", que conserva hasta su disolución definitiva en 1985, en el que se integra como Batallón en el Regimiento de Infantería Granada n.º 34. Las distintas reorganizaciones militares le llevaron a ser disuelto y convertirse en batallón que, en 1985, se incorpora definitivamente al Regimiento de Infantería Granada n.º 34.
De sus acciones militares más significativas destacan las llevadas a término durante la Guerra de la Independencia Española, la primera y tercera guerra carlista, la guerra de África, la Guerra en Cuba en 1898, la guerra civil española y la Guerra de Ifni de Ifni-Sáhara.
- Datos: Q11702513